# Maurizio Di Nardo
Maurizio Di Nardo (Roma, 4 maggio 1938) è un attore italiano, attivo dal 1948 al 1954 come attore bambino.

## Biografia
Nato a Roma nel 1938, a 10 anni ebbe un piccolo ruolo nell'adattamento del libro Cuore, diretto nel 1948 da Duilio Coletti e Vittorio De Sica. Tra il 1948 e il 1954, recito' in Italia per un totale di dieci film come attore bambino. Il ruolo più impegnativo gli venne affidato nel 1951 come il Caruso bambino nel film Enrico Caruso, leggenda di una voce. Seguirono altre due parti di rilievo in un episodio del film Altri tempi - Zibaldone n. 1 (1952) di Alessandro Blasetti, ove si racconta del tenero idillio tra un bambino e una bambina alle soglie dell'adolescenza, e in Melodie immortali (1952), altra biografia musicale, dedicata stavolta al compositore Pietro Mascagni. Ormai quattordicenne, si ridussero per Di Nardo le occasioni di lavoro, fino all'abbandono definitivo della carriera di attore nel 1954.

## Filmografia
- Cuore, regia di Duilio Coletti e Vittorio De Sica (1948)
- Fabiola, regia di Alessandro Blasetti (1949)
- La fiamma che non si spegne, regia di Vittorio Cottafavi (1949)
- Enrico Caruso, leggenda di una voce, regia di Giacomo Gentilomo (1951)
- L'idillio, episodio di Altri tempi - Zibaldone n. 1, regia di Alessandro Blasetti (1952)
- Melodie immortali, regia di Giacomo Gentilomo (1952)
- La muta di Portici, regia di Giorgio Ansoldi (1952)
- La cieca di Sorrento, regia di Giacomo Gentilomo (1953)
- Il sacco di Roma, regia di Ferruccio Cerio (1953)
- Carosello napoletano, regia di Ettore Giannini (1954)

## Doppiatori
- Maria Pia Di Meo in Altri tempi - Zibaldone n. 1